# Marie-Laure Gigon
Pour les articles homonymes, voir Gigon.
Marie-Laure Gigon, née le 15 juin 1984 à Besançon, est une tireuse française à la carabine 10 m et 50 m 3 positions. Elle exerce la profession de gendarme adjoint volontaire. Elle se classa 6e à la coupe du Monde de Fort Benning en 2007 et 4e aux championnats d'Europe de Grenade à 50 m en 2007 également. Elle a terminé 7e à la carabine 10 m et 38e à la carabine 3 positions aux Jeux olympiques de Pékin.

## Records personnels
- Carabine 10 mètres : 399/400 pts
- Carabine 50 mètres : 581/600 pts